# آلگرو گراندی
آلگرو گراندی (ایتالیایی: Allegro Grandi; ۱۷ ژانویهٔ ۱۹۰۷ – ۲۳ آوریل ۱۹۷۳) دوچرخه‌سوار اهل ایتالیا بود. وی در بازی‌های المپیک تابستانی ۱۹۲۸ شرکت کرده است.